# Вольвач Павло Іванович
Павло́ Іва́нович Во́львач (* 9 жовтня 1963, Запоріжжя) — український прозаїк, поет, есеїст. Член Українського ПЕН.

## Життєпис
Народився 9 жовтня 1963 року в місті Запоріжжі. За батьком, Іваном Васильовичем Вольвачем, старшим майстром професійно-технічного училища ще з початку 1960-х років вівся нагляд органами КДБ. Звинувачений в «українському націоналізмі», був звільнений з роботи, довгий час перебував безробітним. Переслідувань зазнали й батькові брати, Федір та Петро Вольвач, котрі проходили по агентурній справі «Блок», тож формування особистості майбутнього письменника формувалося у відповідній атмосфері.   
Під впливом батька, з раннього віку пробудився інтерес до малювання та літератури. 
1979 року закінчив Запорізьку дитячу художню школу.
Трудову діяльність розпочав у 16 років слюсарем-складальником заводу «Моторобудівник». 1982-1984 служив в радянській армії (у військах зв’язку в місті Сімферополі).
Після армії змінив багато професій і спеціальностей. Зокрема, був слюсарем, ливарником, сантехніком, художником-оформлювачем, продавцем, вантажником. Якийсь час вчився на підготовчому відділенні Запорізького державного університету (українська філологія), але покинув навчання.  Брав активну участь в національно-революційних подіях 1980-1990-х років. Паралельно тривало життя вулиць, різних закутків великого індустріального міста. 
Цей період став основою автобіографічного роману «Кляса», прозового дебюту Вольвача. Роман викликав бурхливі та суперечливі реакції ще після журнальної публікації («Кур’єр Кривбасу», травень 2003).  На думку критиків, це один із культових текстів української літератури пост-радянського періоду», перший український пострадянський «індастріел», який «по біблійному народив цілий жанр». 2011 переклад «Кляси» опублікували в Туреччині («Kankalar», DA Yayincilik, Istanbul, 2011). Входить до ряду найпомітніших книг української літератури, написаних за роки незалежності. 
Вірші почав друкувати з початку 1990-х. Перші поетичні збірки, «Марґінес» та «Кров зухвала» відразу ж здобулися на великий розголос. З’яву Вольвача в поезії привітали такі знакові постаті, як Микола Вінграновський, Валерій Ілля, Микола Холодний та інші. Не менший резонанс викликали й подальші книжки, як поетичні, так і прозові. 
За багатьма оцінками, в творах Вольвача із конкретики і деталей буденності постають метафізичні сенси. Однією з ключових ознак письма автора є енергетика. Вольвач, як поет-урбаніст, синтезує побутовий екзистенціалізм, романтико-волюнтаристську традицію «українського ренесансу» і немодерністські тенденції. У прозі засвідчив прихильність до метафори жорсткого реалізму. 
Закінчив Запорізький національний університет (журналістське відділення філологічного факультету). Працював журналістом-телевізійником.
Із 1999 року мешкає в Києві. Тривалий час працював кореспондентом Української служби Радіо Свобода. Згодом був заступником головного редактор часопису «Сучасність».
Від 2012 працює на українському радіо. Автор та ведучий програм «Кружляння слів» та «Культ-Майдан». 
Колумніст журналу «Країна».
Окремі твори перекладалися англійською, турецькою, польською, сербською, македонською, російською та іншими мовам.

### Поезія
- Марґінес (Запоріжжя: Хортиця, 1996)
- Кров зухвала (Київ: Український письменник, 1998).
- Бруки і стерні (Київ: Дніпро, 2000).
- Південний Схід (Львів: Кальварія, 2002).
- Тривання подорожі (Тернопіль: Навчальна книга — Богдан, 2007).
- Триб (Київ: Факт, 2009)
- Вірші на розі (Київ: Ярославів Вал, 2010)
- Судинна пошта (Київ: Ярославів Вал, 2011)
- У Києві (Київ: Український пріоритет, 2015)

### Проза
- Кляса (вперше надруковано в журналі «Кур'єр Кривбасу», 2003, травень -липень; окремим виданням вийшов 2004 у видавництві «Джура» в Тернополі, а також Харків «Фоліо» 2010),
- Хрещатик-Плаза (Київ: Український пріоритет, 2013),
- Сни неофіта (Львів: Видавництво Старого Лева, 2017)

### Нон-фікш
- 20+1 або Земля мертвих (Львів: Видавництво Старого Лева, 2021).

### Переклади
- Уладзімір Няклєв. Вічний вітер (Київ: Ярославів Вал, 2011),
- Уладзімір Някляєв. Кін (Київ: Смолоскип, 2011) – разом із Василем  Герасим’юком та Тарасом Федюком.

### Упорядник
- Микола Холодний. Повернення (Київ: Факт, 2009) — разом із Тарасом Федюком,
- Маршал Вінграновський. Книга про поета (спогади, есеї, листи, інтерв’ю) (Київ: Ярославів Вал, 2011),
- Микола Вінграновський. На срібнім березі (А-ба-ба-га-ла-ма-га, 2013)  – разом із Іваном Малковичем.

### Медійні проєкти
- «Хрещатик-Плаза» (Аудіо) http://ukr.radio/chytannia_zvuk15
- Аудіокнига «Сни Неофіта» (Львів: ВСЛ, 2017)  https://4read.org/1336-pavlo-volvach-sni-neofta-ur-1-avtorsk-chitannya.html

### Телевізійні інтерв'ю
- «За ЧАЙ.СОМ»: Запорізький поет але київський письменник Павло Вольвач в ефірі «5 каналу» – відео, 09 липня 2018 https://www.youtube.com/watch?v=Mx6qvc0LGx0&t=1s
- Павло Вольвач: Мій український проект, якщо говорити коротко – щоб Україна була вічно // інтерв’ю у програмі М. Княжицького на телеканалі Еспресо https://www.youtube.com/watch?v=mtszF3nI8xQ

### Рецензії
- Холодний М. «А мені між снігів заболіли твої млисті імя і лице» : Про поезії П. Вольвача / М.Холодний // Дзвін. – 1999. – № 5–6. – С. 151–153.
- Бондар-Терещенко І. Між душею і домною : Рец. : Вольвач П. «Кров зухвала» / Ігор Бондар-Терещенко // Березіль. – 1999. – № 3–4. – С. 178–181.
- Баран Є. Павло Вольвач, якого ми знаємо / Євген Баран // Кур’єр Кривбасу. – 2001. – № 139. – С. 204–206.
- Біла А. Територія самотнього льюїса // Кур’єр Кривбасу. 2001. № 145;
- Хоменко О. Експропріація метафори і поетична герілья (погляд з південного сходу) // Українознавство,   2003. – № 4. – С.297-307.   http://archive.nndiuvi.org.ua/fulltext.html?id=417
- Ульяненко О. Есей для Павла // ДТ. 2003, 10 жовт.; https://zn.ua/ukr/ART/esey_dlya_pavla.html
- Антипович Т. У череві вулкана // Дзеркало тижня, 06 лютого, 2004 https://zn.ua/ukr/ART/u_cherevi_vulkana.html
- Хоменко О. Десять років довкола озера (огляд українського літ процесу з 1993 до 2003 р.)  // Дукля. 2004. № 2; https://diasporiana.org.ua/wp-content/uploads/books/22856/file.pdf; // Українознавство. – 2004. – № 1-2. – С. 332-340.
- Ульяненко О. Кілька слів про це і про те // День, 04 червня 2004 https://day.kyiv.ua/uk/article/cuspilstvo/kilka-sliv-pro-ce-i-pro-te
- Крапивенко Д. Залізобетонна махновщина // Українська правда, 20 березня 2005 https://www.pravda.com.ua/articles/2005/03/20/3008035/
- Брыных М. Так обламалась сталь // Столич. новости. 2005, 17 трав.;
- Хоменко О. Між братвою і братством : Рецензія : Вольвач П. Кляса. Роман О. Хоменко // Березіль. – 2005. – № 9. – С. 165–168.
- Слапчук В. За рікою в затінку братви // ДТ. 2005, 09 верес . https://zn.ua/ukr/ART/za_rikoyu,_v_zatinku_bratvi.html
- Антипович Т. Актуальна печаль Павла Вольвача // Україна молода, 13 вересня 2006 http://www.umoloda.kiev.ua/number/753/164/27387/.
- Бондар А. Проза Вольвача учить внутрішній свободі // Газета по-українськи, 18 липня 2008  https://gazeta.ua/articles/culture-newspaper/_proza-volvacha-uchit-vnutrishnij-svobodi/240738
- Брати Капранови. Рекомендовано для «западенців» // Друг читача, 20 лютого 2009  https://vsiknygy.net.ua/shcho_pochytaty/review/808/
- Медведєв О. Так гартувалася сталь // Українська правда, 30 березня 2009 https://blogs.pravda.com.ua/authors/medvedev/49d0e544e5aa1/
- Котик І. Етос і ерос вірша // Буквоїд, 22 лютого 2010 http://www.bookvoid.com.ua/reviews/books/2010/02/22/071942.html
- Соловей О. Скасована неміч //журнал Київ. - 2010. - № 7-8.
- Яновська Г. Із бурею за пазухою // День, 18 березня 2011 http://www.day.kiev.ua/uk/article/ukrayinci-chitayte/iz-bureyu-za-pazuhoyu
- Володарський Ю. Желтый молот, синий серп // 2000, 19 травня 2011 https://www.2000.ua/v-nomere/aspekty/slovo/bolnye-mesta_arhiv_art.htm
- Соловей О. Судинний гомін // Буквоїд, 15 грудня 2011 http://bukvoid.com.ua/reviews/books/2011/12/15/143122.html
- Хоменко О. Павлова пошта // Українська літературна газета, 06 вересня 2013
- http://litgazeta.com.ua/articles/pavlova-poshta/
- Дзюба І. Наповненість мовленого і недомовлюваного, або спазми чуття і жестикуляції слова: спроба перечитування поезії Павла Вольвача. // Українська літературна газета,  2016. - 27 трав. (№ 10) – закінчення. Початок: № 6, 7, 8, 9 – 2016 https://litgazeta.com.ua/articles/napovnenist-movlenogo-i-nedomovlyuvanogo-abo-spazmy-chuttya-i-zhestykulyatsiyi-slova/
- Хоменко О. Нове естетичне насвітлення 90-х: рецензія на роман Павла Вольвача «Сни неофіта» // Україна молода, 19 травня 2017 https://www.umoloda.kiev.ua/number/3161/164/111713/

### Інтерв’ю
- Павло Вольвач: «Першими читачами моєї «Кляси» були критик, поет і бандит» //Друг читача, 08 липня 2008 https://vsiknygy.net.ua/interview/427/
- Павло Вольвач: «Щоб стати письменником, треба багато чого не вміти» // Дзеркало тижня № 11 (739) 28 березня — 4 квітня 2009. Олександр Гаврош
- Павло Вольвач : «Усе виростає з енергії сумнівів...» // Літературна Україна. – 2011. – № 13 січня (№2). – С. 4–5.
- Перше, що спитав Вінграновський: «Чому неголений?». 10 людей у житті письменника Павла Вольвача // Країна, 13 жовтня 2011 https://gazeta.ua/articles/people-and-things-journal/_pershe-scho-spitav-vingranovskij-comu-negolenij-10-lyudej-u-zhitti-pismennika-pavla-volvacha/404682
- Відверто: Павло Вольвач // Г. Параваткіна, Українська культура, №4, 2013 https://issuu.com/182373/docs/uc_1_14_sait
- Павло Вольвач: «Редактори писали на полях мого нового роману, що це знавісніла брехня про Майдан» // Г. Параваткіна, Дзеркало тижня, 22 листопада 2013 https://zn.ua/ukr/ART/pavlo-volvach-redaktori-pisali-na-polyah-mogo-novogo-romanu-scho-ce-znavisnila-brehnya-pro-maydan-_.html
- Павло Вольвач: «Одна з редакторів «Хрещатик-плази» побачила у згадці про обшарпаного Івана-художника – знаменитого маляра Івана Марчука» // Друг Читача, 21 січня 2014  https://vsiknygy.net.ua/interview/33685/
- Павло Вольвач презентує книгу про парадоксальне життя "Хрещатик-Плаза" // Газета по-українськи, 17 березня 2014 https://gazeta.ua/articles/culture/_pavlo-volvach-prezentuye-knigu-pro-paradoksalne-zhittya-hreschatikplaza/547587
- Павло Вольвач: «Я просто повертаю борги, взяті в життя» // Україна молода, 27 січня 2017 https://umoloda.kyiv.ua/number/3113/164/108131/
- Українсько-російське питання з'явилося вже в 1990-х – Павло Вольвач // Книгарня Видавництво Старого Лева, 16 березня 2017 https://starylev.com.ua/news/ukrayinsko-rosiyske-pytannya-zyavylosya-vzhe-v-1990-h-pavlo-volvach
- Павло Вольвач: «Страшною небезпекою для України є величезні пласти національного «ніщо» // Г. Чабарай, Український тиждень, 17 квітня 2017 https://tyzhden.ua/Culture/190278

«Найкоротша рецензія була від колишнього рецидивіста: «Пашок, зарєзал», – Павло Вольвач представив роман про кримінальні будні // Район, 09 червня 2017 https://lutsk.rayon.in.ua/news/32289-naikorotsha-retsenziia-bula-vid-kolishnogo-retsidivista-pashok-zarezal-pavlo-volvach-predstaviv-roman-pro-kriminalni-budni